# Cissi Klein
Cissi Klein, född 19 april 1929 i Narvik, död 3 mars 1943 i Auschwitz, var en norsk judisk flicka som varje år ihågkoms som ett av Förintelsens offer. Klein greps i oktober 1942 och internerades. Senare deporterades hon till Stettin, varifrån hon fördes till Auschwitz, där hon gasades.

### Webbkällor
- ”Cissi Klein (1929–1943)” (på norska). Trondheim by. Arkiverad från originalet den 23 juni 2011. https://web.archive.org/web/20110623190716/http://www.trondheim.com/content/578225/Cissi-Klein. Läst 18 januari 2013.